# Mickaël Facchinetti
Mickaël Facchinetti (* 15. Februar 1991 in Neuchâtel) ist ein Schweizer Fussballspieler, der zuletzt beim FC Lugano unter Vertrag stand.

## Karriere

### Verein
Facchinetti rückte bereits als Jugendlicher in der Saison 2007/08 ins Kader der B-Elf von Xamax auf. Für die erste Formation debütierte er am 30. Mai 2009 in der Super League, als er im letzten Meisterschaftsspiel der Spielzeit 2008/09 in Luzern von Trainer Jean-Michel Aeby eingewechselt wurde. In der darauf folgenden Saison 2009/10 kam der Nachwuchsspieler, ebenfalls unter Aeby, auf drei Einsätze, ab 2010/11 zählte er, zunächst unter Trainer Didier Ollé-Nicolle, zur Stammformation von Xamax. Bis Ende 2011 kam Faccinetti auf insgesamt 41 Ligaspiele in der höchsten Schweizer Spielklasse, in der sich Xamax sowohl 2010 als auch 2011 jeweils auf Platz 8 und damit im hinteren Mittelfeld platzierte. Einer der Höhepunkte seiner bisherigen sportlichen Laufbahn war für Facchinetti das Erreichen des Cupfinals 2011, in dem Xamax in Basel dem FC Sion unterlag. In der Winterpause 2011/12 musste Xamax seine Mannschaft nach Lizenzentzug aus dem Spielbetrieb der Super League zurückziehen. Nach einem halbjährigen Abstecher zu Chievo Verona, wo er nicht zum Zuge kam, spielte Facchinetti bei Lausanne Sport in der Super League. Nach dem Abstieg mit Lausanne wechselte Facchinetti auf die Saison 2014/15 hin zum FC St. Gallen. 2016 wechselte er zum FC Thun. Nach 66 Ligaeinsätzen und zwei Treffern folgte in der Wintertransferperiode 2019 der Wechsel zu APOEL Nikosia. Später wechselte er zum FC Sion und schliesslich zurück zum FC Lugano.

### Nationalmannschaft
Facchinetti zählte von September 2010 bis 2012 zum Kader der Schweizer U-20-Nationalmannschaft. Für dieses Team debütierte Facchinetti am 7. Oktober 2010 beim Spiel gegen die deutsche U-20-Auswahl, das in Heidenheim mit 0:2 verloren ging. Facchinetti kam auf insgesamt zehn Einsätze (1 Tor). 2012 spielte er auch eine Halbzeit für die U-21-Nationalmannschaft der Schweiz.

## Sonstiges
Mickaël Facchinetti ist ein Enkel des langjährigen Präsidenten von Neuchâtel Xamax und Bauunternehmer Gilbert Facchinetti.